# Carrer de les Piques
El carrer de les Piques és una obra de Tàrrega (Urgell) inclosa a l'Inventari del Patrimoni Arquitectònic de Catalunya.

## Descripció
Aquest carrer fou, junt amb el carrer Major i la Plaça Sant Antoni de Tàrrega, un dels primers carrers amb més moviment comercial de la ciutat. La seva fisonomia manté, encara avui en dia, alguns d'aquells trets urbanístics medievals que el van veure néixer com per exemple la poca amplada de la via i la seva trajectòria viària que no es recta sinó que s'adapta tant al pendent del carrer com a la situació de les cases que la voregen. Fou conjuntament amb el carrer Major un dels carrers on les classes nobiliàries sovint s'establiren. Actualment aquest carrer ha perdut la seva connotació comercial i és un vial més aviat secundari en la xarxa urbanística de Tàrrega.

## Història
Fins a principis del segle XX aquest carrer era un fangar i es convertia en riera d'aigua cap al riu Ondara cada vegada que plovia per manca de cap mena d'asfalt o d'enllosat. Actualment és un carrer per on transiten cotxes i té voreres estretes pels vianants.
Aquest carrer voreja la zona de l'antic call jueu de Tàrrega. Els jueus targarins foren una comunitat molt nombrosa que fins i tot comptava amb la seva pròpia sinagoga al centre mateix de la població i actualment excavada i estudiada arqueològicament.